# شبلی (بستان‌آباد)
شبلی یکی از روستاهای استان آذربایجان شرقی است که در دهستان شبلی بخش مرکزی شهرستان بستان‌آباد واقع شده‌است. منطقه سردسیر و از کوه های زیادی تشکیل شده است.این روستا ۱۶۰ نفر جمعیت دارد.

## حیوانات
از حیوانات منطقه میتوان به گرگ و خرگوش و پرنده کبک و خوک وحشی و روباه خاکستری و مار کوتله اشاره کرد.